# 仰卧早熟禾
仰卧早熟禾（学名：Poa supina Schrad.）是一种禾本科植物。这种植物分布于新疆的天山、阿尔泰山和准噶尔西部山地；蒙古、中亚、西伯利亚及欧洲也有。